# Derrière le décor
Derrière le décor est un court métrage documentaire français réalisé en 1959 par Jean Mitry, sorti en 1960.

## Synopsis
Documentation technique sur les procédés mis en œuvre pour la réalisation d'un film.

## Fiche technique
- Titre : Derrière le décor
- Réalisation : Jean Mitry
- Photographie : Paul Fabian
- Musique : Madeleine Dauphin
- Production : Citévox
- Pays d'origine :  France
- Durée : 25 minutes
- Date de sortie : France - 1960

## À propos du film
Derrière le décor est, avec Écrire en images et Tu seras star, un des trois courts métrages composant Écrire un film.